# Consoles de jeux vidéo de troisième génération
Dans l'histoire des consoles de jeux vidéo, la troisième génération représente l'ère des consoles 8 bits. Cette ère est la première après le krach du jeu vidéo de 1983, elle se termine au début des années 1990 avec l'ère des consoles 16 bits. Cette génération commence en 1983 et se termine en 2003 avec l'arrêt de la production de la Famicom au Japon.

## Les consoles 8 bits

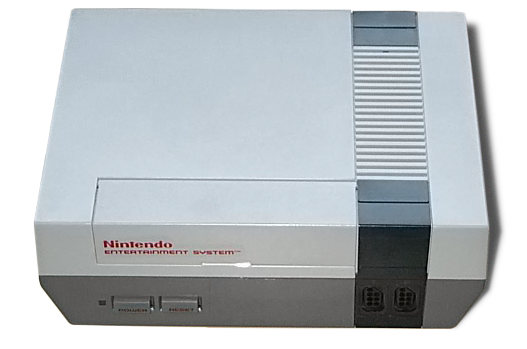
La NES.

Cette génération est souvent considérée comme la première génération de consoles modernes de jeux vidéo. C'est l'époque des consoles 8 bits, bien que les générations précédentes utilisent elles aussi des microprocesseurs 8 bits, ces consoles sont caractérisées par leur nombre de bits. Cela devient plus tard une mode avec la quatrième génération et les systèmes 16 bits, une mode qui permet aux services marketing de bien marquer la frontière entre chaque époque.
Durant cette troisième génération, la Famicom lancée en 1983 devient très populaire au Japon. La version nord-américaine de la Famicom (la Nintendo Entertainment System ou NES) domine elle aussi son marché, en partie grâce à des accords restrictifs obligeant les développeurs à ne pas porter leurs jeux sur d'autres systèmes. Acclaim triple ses bénéfices après la signature du-dit contrat. Malgré la domination de la NES, la Master System (populaire au Brésil et en Europe) ainsi que l'Atari 7800 sont de sérieux concurrents. La GX-4000 quant à elle est lancée trop tard (en 1990), et subit un échec commercial.

## Les nouveautés
L'ère des consoles 8 bits voit l'apparition des premiers jeux de rôle ainsi que les premiers jeux à scrolling. L'édition et la censure deviennent monnaie courante lors de la localisation des jeux du Japon à l'Amérique du Nord. De nombreuses séries célèbres par la suite naissent, comme Super Mario, The Legend of Zelda, Dragon Quest, Metroid, Megaman, Metal Gear, Castlevania, Final Fantasy, Phantasy Star, Bomberman.
| - Adventure Island - Alex Kidd - Battletoads - Bomberman - Bubble Bobble - Castlevania - Contra - Double Dragon - Dragon Quest - EarthBound - Excitebike | - Final Fantasy - FIFA - Gauntlet - Gradius - Kid Icarus - Kirby - Megaman - Metal Gear - Metroid - Punch-Out!! - Nekketsu Kōha Kunio-kun | - Ninja Gaiden - Nintendo Wars¹ - Phantasy Star - R-Type - Super Mario - Tetris - The Legend of Zelda - Wave Race - Wonder Boy - Ys |

¹ La série Nintendo Wars débute au Japon durant l'ère des consoles 8 bits, mais Nintendo ne sort aucun Nintendo Wars hors du Japon avant la sixième génération avec Advance Wars. Paradoxalement Advance Wars n'est pas sorti tout de suite au Japon à cause des attentats du 11 septembre 2001.

## Comparaison
|                    | NES/Famicom | SG-1000                | Sega Master System                                                                                           | Atari 7800    | GX-4000   |
| ------------------ | --- | ---------------------- | --- | ------------- | --------- |
|                    | |                        | |               |           |
| Prix au lancement  | 14 800 ¥ (100 €) | 15 000 ¥               | 200,00 US$                                                                                                   | 140 €         | 99 £      |
| Dates de sorties   | 15 juillet 1983 18 octobre 1985 Février 1986 1er septembre 1986 (région B) 15 mai 1987 (région A) 1987                                                              | 15 juillet 1983.       | Octobre 1985 Juin 1986 Début 1987 Début 1987 Septembre 1987                                                  | 23 juin 1986  | 1990      |
| Fin de production  | Septembre 2003 | Juillet 1984           | EUR 1996 BR fin 1997                                                                                         | 1992          | 1991      |
| Media              | Cartouche et Disquette (Family Computer Disk System) | Cartouche et Sega Card | Cartouche et Sega Card                                                                                       | Cartouche     | Cartouche |
| Connectivité       | Famicom MODEM : blagues, news, astuces de jeu, bulletins météo, jeux téléchargeables                                                                                | Non                    | Non | Non           | Non       |
| Rétrocompatibilité | Non | Non                    | Non | Oui           | Non       |
| Accessoires        | - NES Advantage - NES Cleaning Kit - NES Four Score - NES Zapper - Power Pad - Robotic Operating Buddy (R.O.B.) - Family Computer Disk System (au Japon uniquement) | - Aucun                | - Control Pad - Light Phaser - Control Stick - Rapid Fire Unit - Paddle Controller - Sports Pad (Power Ball) | - Aucun       | - Aucun   |
| Ventes             | 61,91 millions | 2 millions             | 22,50 millions                                                                                               | 3,77 millions | 150 000   |